# Гіпермедіа
Гіпермедіа, розширення терміну гіпертекст, є нелінійним носієм інформації, що включає графіку, аудіо, відео, звичайний текст і гіперпосилання. Це позначення контрастує з більш широким терміном мультимедіа, який може включати неінтерактивні лінійні презентації, так само як і гіпермедіа. Також цей термін пов'язаний з областю електронної літератури. Термін вперше був використаний у статті Теда Нельсона 1965 року..
Всесвітня павутина є класичним прикладом гіпермедіа, а неітерактивні кінотеатри - звичайного мультимедіа, через вістуність гіперпосилань.
Першою гіпермедійною роботою була, можливо, «Aspen Movie Map». HyperCard Білла Аткінсона популяризувала гіпермедійне письмо, а різноманітні літературні гіпертекстові твори, художня та науково-популярна література, продемонстрували перспективність посилань. Більшість сучасних гіпермедіа надаються через електронні сторінки з різних систем, включаючи медіаплеєри, веббраузери та автономні програми (тобто програмне забезпечення, яке не вимагає доступу до мережі). Аудіо гіпермедіа з'являється за допомогою пристроїв з голосовим інтерфейсом та голосових браузерів.

## Засоби розробки
Гіпермедіа може бути розроблена багатьма способами. Будь-який інструмент програмування можна використовувати для запису програм, які пов'язують дані з внутрішніх змінних і вузлів для зовнішніх файлів даних. Програмне забезпечення для розробки мультимедіа, такі як Adobe Flash, Adobe Director, Macromedia Authorware і MatchWare Mediator можна використовувати для створення автономних гіпермедіа-додатків з акцентом на розважальний контент. Деякі програми для баз даних, такі як Visual FoxPro і FileMaker Developer, можуть використовуватися для розробки автономних гіпермедіа-додатків, з акцентом на освітній та бізнес-контент-менеджмент.
Програми гіпермедіа можуть бути розроблені на вбудованих пристроях для мобільних та цифрових галузей, які використовують для цього Scalable Vector Graphics (SVG) від Всесвітньої павутини (World Wide Web Consortium). Програмні додатки, такі як Ikivo Animator і Inkscape, спрощують розробку гіпермедійного контенту на основі SVG. Вбудовані пристрої, такі як iPhone, підтримують специфікації SVG і можуть використовуватися для створення мобільних і розподілених гіпермедіа-додатків.
Гіперпосилання також можуть бути додані до файлів даних, що використовують більшість програмного забезпечення для бізнесу через вбудовані функції обмеженого сценарію та гіперпосилання. Документаційне програмне забезпечення, таке як Microsoft Office Suite та LibreOffice, дозволяє використовувати гіпертекстові посилання на інший вміст у межах одного файлу, інших зовнішніх файлів та URL-посилань на файли, що знаходяться на зовнішніх файлових серверах. Для більшого наголосу на графіку і макет сторінки, гіперпосилання можуть бути додані з використанням більшості сучасних засобів публікації. Це включає в себе програми презентацій, такі як Microsoft PowerPoint і LibreOffice Impress, додатки для друку програм макета, такі як Quark Immedia, і інструменти для включення гіперпосилань у PDF-документи, такі як Adobe InDesign для створення та Adobe Acrobat для редагування. Будь-який редактор HTML може використовуватися для створення HTML-файлів, доступних для будь-якого веббраузера. Інструменти для створення CD / DVD, наприклад DVD Studio Pro, можуть використовуватися для гіперпосилання вмісту DVD-дисків для DVD-програвачів або вебпосилань, коли диск відтворюється на персональному комп'ютері, підключеному до Інтернету.

## Навчання
Існує ряд теорій, що стосуються гіпермедіа і навчання. Важливим твердженням в літературі про гіпермедіа і навчання є те, що це пропонує більше контролю над навчальним середовищем для читача або студента. Інше твердження полягає в тому, що воно вирівнює ігрове поле серед студентів різних здібностей і покращує спільне навчання. Твердження з психології включає в себе уявлення про те, що гіпермедіа більш тісно моделює структуру мозку, у порівнянні з друкованим текстом.

## Вивчення мов
Гіпермедіа знайшла місце і в навчанні іноземної мови. Гіпермедійні тексти для читання можна придбати або підготувати так, щоб студенти могли натискати на незнайомі слова або фрази іноземною мовою, а потім отримати доступ до всієї інформації, необхідної для розуміння слова або фрази. Інформація може бути в будь-якому середовищі, наприклад, текстові переклади, визначення, граматичні пояснення та культурні посилання. Також, аудіозаписи вимови, зображення, анімації та відео для візуалізації. Деякими нововведеннями в цій області стали оригінальні продукти з Transparent Language, а також Ottmar Foelsche's Annotext і Thom Thibeault's hypermedia editor, FLAn.

## Інтерфейси прикладного програмування
Гіпермедіа використовується як середовище, що обмежене в певних інтерфейсах прикладного програмування. HATEOAS є обмеженням архітектури прикладних програм REST, де клієнт взаємодіє з сервером повністю через гіпермедіа, що надається серверами додатків. Це означає, що в теорії не потрібна документація API, тому що клієнту не потрібні попередні знання про те, як взаємодіяти з будь-яким конкретним додатком або сервером поза загальним розумінням гіпермедіа. В інших сервісно-орієнтованих архітектурах (SOA) клієнти і сервери взаємодіють через фіксований інтерфейс спільно через документацію або мову опису інтерфейсу (IDL).

## Культурні посилання
Hyperland — це документальний фільм 1990 року, який фокусується на Дугласі Адамс і пояснює адаптивний гіпертекст і гіпермедіа.